# Hamed Diallo
Pour les articles homonymes, voir Diallo.
Hamed Modibo Diallo, né le 18 décembre 1976 à Zahia en Côte d'Ivoire, est un footballeur international ivoirien. Il évolue durant sa carrière au poste d'attaquant.

## Biographie
Hamed Diallo est formé au Havre AC. Stagiaire à partir de 1995, il signe son premier contrat professionnel avec le HAC à la fin de l'année 1997. 
Prêté au Stade lavallois la saison suivante, il termine meilleur buteur de Division 2 en 1999 en inscrivant 20 buts et est élu dans l'équipe type de D2 aux Oscars du football. En 2002, les supporters lavallois l'élisent dans les 22 joueurs du siècle du club mayennais. 
Il finit également meilleur buteur en 2002 avec l'Amiens SC, inscrivant cette fois-ci 18 buts. Ses pairs l'élisent alors de nouveau dans l'équipe type de D2 aux Oscars UNFP. 
Hamed Diallo est international ivoirien entre 1998 et 2003.
Il prend sa retraite en 2010 après avoir joué quatre matches avec les Marylands.

## Carrière
- 1996-1998 :  Le Havre AC (D1)
- 1998-1999 :  Stade lavallois (D2) (prêt)
- 1999- janvier 2001 :  Le Havre AC (D1 puis D2)
- janvier 2001 - juin 2001 :  Stade lavallois (D2) (prêt)
- 2001-2003 :  Amiens SC (L2)
- décembre 2002-2003 :  Al Rayyan Club
- janvier 2004 - juin 2004 :  SCO Angers (L2)
- 2005 :  Hammarby IF
- 2005-2006 :  FC Turris
- 2006 :  AS Porto Vecchio (CFA2)
- janvier 2007 - février 2007:  Royal Excelsior Virton
- mars 2007-2008 :  Rochester Raging Rhinos
- 2008-2009 :  Carolina Railhawks
- 2010 :  Real Maryland Monarchs[4]

## Distinctions personnelles
- Meilleur buteur de Division 2 en 1999 (20 buts) et 2002 (18 buts)